# Центральный (стадион, Волгоград)
Центра́льный стадио́н — бывшее многофункциональное спортивное сооружение в Волгограде, открытое в 1962 году и просуществовавшее 52 года. Стадион в основном использовался для проведения домашних матчей футбольного клуба «Ротор», а также спортивных соревнований, массовых культурных и общественно-политических мероприятий. Являлся самым вместительным стадионом города и области. В 2014 году был закрыт и снесён. На его месте к чемпионату мира 2018 по футболу построен новый футбольный стадион.

## История

### Строительство
Строительство Центрального городского стадиона на площадке за Метизным заводом, к берегу Волги рядом с трамвайной линией и асфальтированным шоссе планировалось ещё в середине 1930-х годов. Проект стадиона с трибунами на 12 тысяч зрителей предусматривал футбольное поле, беговую дорожку, площадки для разных игр, спортивные залы и души. Но проекту не суждено было воплотиться.
В 1950-е годы строительство спортивных и общественных зданий в стране было приостановлено, так как все средства шли на строительство жилья. Но комсомольцы, считая, что городу необходим крупный стадион, объявили сбор денег по всей стране. Средства были собраны, и ЦК комсомола добился разрешения на строительство стадиона[страница не указана 1186 дней].
Перед архитекторами Израилем Фиалко, Борисом Геккером, Константином Дынкиным и инженерами Френкелем, Овчинниковым, Клестовым и Борзихиным была поставлена задача спроектировать спортивный комплекс в минимально короткие сроки.
Стадион было решено построить на берегу Волги, на месте бывшей нефтебазы. Эта территория была совершенно неблагоустроенной. Её занимали хаотически расположенные малоценные застройки, склады, бараки и овраги. Расположение этого массива в центре строящегося города и наличие свободных транспортных подходов позволяло разместить здесь крупнейшее спортивное сооружение. Для экономии денежных средств было предложено сделать стадион компактным, одним объектом, в который входили трибуны на 40 тысяч зрителей, спортивная арена олимпийского образца и два больших спортивных комплекса с 10 различными спортзалами. В комплекс входили плавательный бассейн и манеж, который из-за нехватки средств не был построен[страница не указана 1186 дней].
Строительство стадиона было начато в 1958 году и закончено в 1962 году. На сооружение стадиона работали строители трестов «Волгоградстрой», «Металлургстрой», «Южсантехмонтаж», № 53 и № 115, многочисленных монтажных организаций, рабочие силикатного комбината, кирпичных заводов, завода «Баррикады», завода «Красный Октябрь», треста зелёного хозяйства, горкомхоза и многих других предприятий города и области. Более 100 тысяч комсомольцев и физкультурников города выходили на массовые воскресники, трудились и в будни после работы или учёбы.

### Открытие
Открытие стадиона состоялось 27 сентября 1962 года. На товарищеский матч между национальной и олимпийской сборными СССР собралось 45 тысяч зрителей. Игру обслуживал местный судья Константин Беликов — многолетний капитан команды «Трактор», участник Сталинградской битвы и матча «На руинах Сталинграда». Матч завершился со счётом 1:0 в пользу национальной сборной.
| 1962-09-27 Открытие | СССР                    | 1:0   | СССР (олимпийская) | Волгоград                                                                   |
| | 1:0 Валентин Иванов 77′ | Отчёт |                    | Стадион: Центральный Зрителей: 45 000 Судья: Константин Беликов (Волгоград) |
| СССР: Яшин (Маслаченко), Крутиков, Маслёнкин, Чохели, Островский, Сабо, Маношин, Численко, Иванов, Каневский (Гусаров), Хусаинов. СССР (олимпийская): Котрикадзе, Семиглазов, Щегольков, Шустиков, Данилов, Биба, Яманидзе, Базилевич, Серебряников, Савельев, Лобановский. |                         |       |                    |                                                                             |

Первый официальный матч футбольной команды «Трактор» на новом стадионе состоялся 30 сентября 1962 года. В рамках чемпионата СССР команда принимала «Торпедо» из Армавира. Матч, на котором присутствовало 30 тысяч зрителей, завершился победой волгоградцев со счётом 4:0.

### 1960-е годы
После открытия стадион стал не только центром спортивной жизни города, но и местом проведения наиболее знаковых и массовых общественно-политических и культурных мероприятий.
18 мая 1963 года с дружественным визитом город Волгоград посетил кубинский лидер Фидель Кастро. В ходе своего визита он проехал по улицам города, побывал на Волжской ГЭС, посетил строящийся историко-мемориальный комплекс на Мамаевом кургане, возложил венок к братской могиле защитников города на площади Павших борцов, встретился с коллективом Тракторного завода. В заключении визита Кастро выступил с речью на митинге на до краёв заполненной чаше Центрального стадиона, где присутствовало более 60 тысяч зрителей.
В 1965 году на стадионе состоялся праздник, посвящённый 20-летию победы в Великой Отечественной войне. В тот год годовщина победы впервые отмечалась столь пышно, а торжество в Волгограде было одним из самых ярких.
В 1967 году, после окончания строительства историко-мемориального комплекса на Мамаевом кургане, зрителям с восточной трибуны стадиона открылся вид на скульптуру «Родина-мать зовёт!», которая до 1989 года являлась самой высокой статуей мира.

### 1970-е годы
16 июня 1977 года на стадионе произошли массовые беспорядки, о которых не писали в прессе. Судейская бригада, которая обслуживала матч между «Ротором» и «Кубанью», по мнению болельщиков, судила в пользу команды из Краснодара. Матч закончился поражение со счётом 0:1, и с трибун на судей полетел град стеклянных бутылок. Судей, забаррикадировавшихся в судейской комнате, попытались взять штурмом несколько тысяч разъярённых болельщиков. Разогнать их милиции удалось только с помощью подкрепления. С тех пор во время матчей на стадионе присутствовало большое количество сотрудников правоохранительных органов.
7 сентября 1977 года на стадионе прошёл товарищеский матч между сборными командами СССР и Польши. Матч, на котором присутствовало 45 тысяч зрителей, завершился победой сборной СССР со счётом 4:1.
| 1977-09-7 Товарищеский | СССР                                                                                           | 4:1   | Польша              | Волгоград                                              |
| | 1:0 Леонид Буряк 6′ (пен.) · 2:0 Юрий Чесноков 47′ · 3:1 Олег Блохин 71′ · 4:1 Олег Блохин 75′ | Отчёт | 2:1 Гжегож Лято 55′ | Стадион: Центральный Зрителей: 45 000 Судья: Бела Надь |
| СССР: Пильгуй, Коньков, В.Голубев, Маховиков (Жупиков, 78), Бубнов, Пригода, Буряк, Чесноков (Челебадзе, 75), Бессонов (Минаев, 68), Веремеев, Блохин. Польша: Кукля, Дзюба (Рудый, 78), Жмуда, Мацулевич, Вечорек, Машталер, Лято, Навалка, Бонек, Эрлих (Кмецик, 75), Терлецкий. |                                                                                                |       |                     |                                                        |

### 1980-е годы
После долгих лет выступления во второй лиге, «Ротор» стал претендовать на повышение в классе. В 1980 году волгоградцы становятся лучшими в своей группе и попадают в переходный турнир, но первая попытка не увенчалась успехом. В 1981 году «Ротору» со второй попытки удаётся выйти в первую лигу. 14 ноября 1981 года на заключительный матч сезона против «Динамо» из Барнаула на стадионе собралось 40 тысяч зрителей. Матч завершился победой хозяев со счётом 3:1. Сделав групповую фотографию, футболисты решили сделать круг почёта, но не успели пробежать и 50 метров, как на поле выбежали болельщики, которые, прорвав кордон милиции, решили лично поздравить игроков. Те кто не успел убежать от радостных фанатов, пришли в раздевалку с разорванными футболками и трусами.
В 1988 году на стадионе состоялся крупный легкоатлетический турнир «Мемориал братьев Знаменских». К этому турниру стадион начали готовить примерно за полтора года. На беговых дорожках вместо прежнего асфальта было уложено синтетическое покрытие, а также были укреплены ступеньки-ярусы.
5 ноября 1988 года на стадионе в последнем туре чемпионата первой лиги «Ротор» со счётом 3:2 обыграл «Памир» из Душанбе и спустя 38 лет вернулся в высшую лигу СССР.

### 1990-е годы
В 1990 году на стадионе с несколькими концертами выступил бывший вокалист рок-группы Deep Purple — Иэн Гиллан. Но стадион оказался наполовину пуст, потому что многие не поверили, что в город приехала настоящая рок-звезда, так как в то время по стране ездило много групп-двойников.
В 1990-х годах «Ротор» часто выступал в еврокубках и на стадионе играли такие команды, как английский «Манчестер Юнайтед», французские «Нант», «Бордо» и «Генгам», итальянский «Лацио», сербская «Црвена Звезда», швейцарский «Базель» и многие другие.

### 2000-е годы
К чемпионату Европы 2008, на который претендовала Россия, стадион планировалось реконструировать. После начала реконструкции в 2002 году с западной трибуны снесено три северных сектора, а позже были демонтированы и лавочки, однако после того, как стало известно о том, что первенство Европы пройдёт не в России, дальнейшие работы были остановлены, и реконструкция так и не была завершена. С тех пор и до момента сноса болельщики на стадионе располагались на восточной трибуне, а вместимость стадиона составляла 12 000 человек.
16 октября 2002 года на стадионе прошёл матч отборочного турнира к чемпионату Европы 2004 между сборными командами Россия и Албания. Это был первый официальный домашний матч сборной России, который прошёл за пределами Москвы. При 16 тысяч болельщиков сборная России обыграла сборную Албании со счётом 4:1.
| 2002-10-16 Отборочный | Россия                                                                                          | 4:1   | Албания              | Волгоград                                                 |
| | 1:0 Александр Кержаков 3′ · 2:1 Сергей Семак 41′ · 3:1 Виктор Онопко 52′ · 4:1 Сергей Семак 54′ | Отчёт | 1:1 Клодиан Дуро 13′ | Стадион: Центральный Зрителей: 16 000 Судья: Лейф Сунделл |
| Россия: Овчинников, Нижегородов, Игнашевич, Смертин, Семак, Яновский, Онопко, Гусев (Евсеев, 80), Соломатин, Лоськов (Алдонин, 46), Кержаков (Попов, 64). · Албания: Стракоша, Чипи, Факай, Хаси, Mурати, К.Дуро, Ф.Вата (Сина, 61), Ляля, Хаджи (Буши, 56), Джумба, Таре (Муртай, 70). · Яновский (54) — Хаси (87), Буши (90). |                                                                                                 |       |                      |                                                           |

### 2010-е годы
В декабре 2011 года стадион по решению суда был изъят у структур, аффилированных с депутатом Госдумы от «Справедливой России» Олегом Михеевым, и возвращён в муниципальную собственность.
19 мая 2012 года на стадионе за два тура до финиша первенства второго дивизиона зоны «Юг» со счётом 3:0 «Ротор» обыграл «Биолог-Новокубанск» и досрочно оформил путёвку в первенство ФНЛ.
Поскольку Волгоград стал одним из городов, в которых пройдут матчи Чемпионата мира 2018, то было принято решение на месте Центрального стадиона построить новый.

### Закрытие
Последний официальный матч на стадионе был сыгран 15 мая 2014 года. В заключительном туре первенства ФНЛ «Ротор» принимал «Енисей». Матч, на котором собралось 13 100 зрителей, закончился победой «Ротора» со счётом 1:0.
Перед матчем фанаты подготовили перфоманс. На металлическом баннере-лицевике фан-сектора были изображены портреты бывших игроков команды Василия Ермасова, Александра Гузенко, Александра Никитина, Олега Веретенникова и тренера Виктора Прокопенко. Перед стартовым свистком фанаты подняли таблички синего и голубого цвета с фамилиями значимых футболистов команды всех времён и большими цифрами «85», которые означали 85 лет с момента создания клуба. В перерыве матча прошла церемония чествования ветерана клуба Александра Никитина и многолетнего диктора стадиона Ольги Парамоновой.

### Демонтаж
В конце сентября — начале октября 2014 года были начаты работы по демонтажу стадиона. Газон и голубые ели были пересажены в Центральный парк культуры и отдыха.
Снос стадиона был завершён в середине ноября, а окончательно демонтаж завершился после вывоза мусора в середине декабря.

## Инфраструктура
Стадион имел два павильона. Поле стадиона имело естественное травяное покрытие и, в отличие от поля стадиона «Трактор», располагалось с севера на юг.
В 1970-х годах на стадионе были установлены мачты освещения. До это осветительные прожекторы располагались на крыше павильонов.
В 1980-х годах у южного павильона было установлено электронное табло. Конструкция для установки табло была создана рабочими завода «Баррикады», а вся электронная начинка была привезена из Венгрии.

## Посещаемость
Средняя посещаемость стадиона на официальных матчах ФК «Ротор»:
 Уровень 1. Высшая лига.
 Уровень 2. Первая лига.
 Уровень 3. Вторая лига.

## Дикторы
28 апреля 1969 года на стадион пришла работать Ольга Васильевна Парамонова. Сначала она занимала должность радиомеханика и звукооператора, но иногда замещала дикторов, которые работали на стадионе в то время. В 1970-е годы объявления на стадионе делала диктор волгоградского телевидения Виктория Тагиева. У Ольги Парамоновой был такой же тембр голоса, как и у Виктории Тагиевой, поэтому она иногда заменяла диктора, причём подмены никто не замечал. Позже Викторию Тагиеву заменила диктор из радиокомитета Вера Корчагина, которая работала на стадионе примерно три года. С 1992 года до закрытия стадиона Ольга Парамонова работала диктором на постоянной основе.

## В культуре
Центральный стадион упоминается в нескольких песнях, которые являются неофициальными гимнами «Ротора»:
- Песня «Трибуны стадиона не пустуют…» в исполнении Льва Лещенко[33].
- Песня «Рядом с Мамаевым курганом есть Центральный стадион…», которую в 1993 году написал композитор и певец Владимир Михайлов совместно с поэтом-песенником Юрием Гуреевым[34].